# Kanton Mamoudzou-1
Der Kanton Mamoudzou-1 ist ein Kanton im französischen Übersee-Département Mayotte. Er hat eine Fläche von 23,4 km² und umfasst die Ortschaften Passamainty, Tsoundzou 1, Tsoundzou 2 und Vahibé in der Gemeinde Mamoudzou.

## Geographie
Die rund einen Quadratkilometer große und fast vollständige bewaldete Insel Ilot M'Bouzi knapp 1800 Meter vor der Küste von Passamainty gehört zum Kanton.

## Geschichte
Von 1994 bis 2015 bestand ein gleichnamiger Kanton, der die Ortschaften Mamoudzou und Kaweni in der Gemeinde Mamoudzou umfasste, also das Gebiet des heutigen Kantons Mamoudzou-3. Vertreter im Generalrat von Mayotte war von 2008 bis 2015 Assani Ali.